# Делиссен, Марк
Маркюс Йоханнес Элисабет Леопольд (Марк) Делиссен (нидерл. Marcus Johannes Elisabeth Leopold (Marc) Delissen; род. 14 января 1965, Амстердам) — нидерландский хоккеист на траве, полузащитник и нападающий. Олимпийский чемпион 1996 года, бронзовый призёр летних Олимпийских игр 1988 года, участник летних Олимпийских игр 1992 года, чемпион мира 1990 года, чемпион Европы 1987 года.

## Биография
Марк Делиссен родился 14 января 1965 года в нидерландском городе Амстердам.
Жил в Лимбурге. Начал играть в хоккей на траве в 12-летнем возрасте, выступал за «Гелен». Впоследствии играл за ХГК из Вассенара, в составе которого дважды становился чемпионом Нидерландов (1990, 1996).
21 октября 1984 года дебютировал в сборной Нидерландов в Лондоне в товарищеском матче против Ирландии (1:0).
В 1987 году завоевал золотую медаль чемпионата Европы в Москве.
В 1988 году вошёл в состав сборной Нидерландов по хоккею на траве на летних Олимпийских играх в Сеуле и завоевал бронзовую медаль. Играл в поле, провёл 7 матчей, забил 1 мяч в ворота сборной Аргентины.
В 1990 году завоевал золотую медаль чемпионата мира в Лахоре. Забил 6 мячей, став третьим снайпером турнира.
В 1992 году вошёл в состав сборной Нидерландов по хоккею на траве на летних Олимпийских играх в Барселоне, занявшей 4-е место. Играл в поле, провёл 7 матчей, забил 5 мячей (три в ворота сборной Малайзии, по одному — Новой Зеландии и Пакистану).
В 1996 году вошёл в состав сборной Нидерландов по хоккею на траве на летних Олимпийских играх в Атланте и завоевал золотую медаль. Играл в поле, провёл 7 матчей, забил 3 мяча (по одному в ворота сборных Малайзии, Великобритании и ЮАР).
В течение карьеры провёл за сборную Нидерландов 261 матч, забил 98 мячей.
В 32-летнем возрасте завершил игровую карьеру и стал тренером. В 2000 году входил в тренерский штаб сборной Нидерландов на летних Олимпийских играх в Сиднее, завоевавшей золото. Кроме того, был тренером ХГК.
По специальности юрист.